# Énencourt-le-Sec
Énencourt-le-Sec foi uma comuna francesa na região administrativa de Altos da França, no departamento de Oise. Estendia-se por uma área de 5,99 km². Em 2010 a comuna tinha 545 habitantes (densidade: 91 hab./km²).
Em 1 de janeiro de 2019, passou a formar parte da nova comuna de La Corne-en-Vexin.